# Джими Смит
 Тази статия е за американския музикант.  За футболиста вижте Джими Смит (футболист).  
Джими Смит (на английски: Jimmy Smith) е американски джаз музикант.

## Биография
Роден е година в Нористаун (Norristown), щата Пенсилвания на 8 декември 1925 г. или 1928 От ранна възраст участва в изпълненията на баща си, който е клубен музикант.
Самостоятелната си кариера започва в средата на 1950-те години, когато става известен с изпълненията си на хамонд орган, допринасяйки силно за популяризирането на този инструмент.
Първоначално свири на пиано. Когато е на 9 години, печели конкурс за таланти във Филаделфия с изявата си като буги-вуги пианист.
Изкарва известно време в морската пехота, а през 1947 г. подновява музикалните си занимания – в Кралския музикален колеж Хамилтън, после и в Музикалното училище „Лео Орнстайн“ във Филаделфия. От 1951 г. започва изучаването на хамонд органа. От 1951 до 1954 г. свири на пиано, после на орган във филаделфийски ритъм енд блус групи като „Сонотонс“ (Sonotones). След като слуша Уайлд Бил Дейвис, преминава на работа с орган завинаги през 1954 г.
Джими Смит умира от рак в дома си Скотсдейл, Аризона на 8 февруари 2005 г.